# Liège International – 1905
Die Liège International – 1905 (fr: Exposition Universelle et Internationale de Liège) war die Weltausstellung in Lüttich,  vom 27. April bis 6. November 1905.

## Geschichte
Bereits im Jahre 1897 bildete sich ein Vorbereitungskomitee. Für die Durchführung der Weltausstellung wurde das Jahr 1905 ausgewählt, der 75. Jahrestag der Gründung des belgischen Staates. 1903 begann man mit dem Aufbau der Ausstellungshallen.
An der Weltausstellung nahmen 39 Länder teil, darunter Frankreich, Deutschland, England, Japan, die Türkei, Persien, China, Russland und die USA. Das Ausstellungsgelände im Parc de la Boverie, am Zusammenfluss von Maas und Ourthe, umfasste 21 Hektar. Gegen 50 Pavillons von Nationen und privaten Unternehmen wurden darauf aufgebaut und 15.000 Aussteller waren an der Ausstellung vertreten.
Als Neuheiten wurden u. a. ein Kinematograph aus französischer Produktion und eine Schau über die Bedeutung von Fingerabdrücken in der Kriminologie vorgeführt. Die Galerie des Machines war dem technischen Fortschritt in Belgien gewidmet. Im Palais de Beaux Arts wurden vor allem Werke aus Frankreich und den USA gezeigt.
Explizit zur Weltausstellung wurde an der Bahnstrecke Lüttich–Maastricht der Haltepunkt Liège-Vennes (H) für ein Jahr eingerichtet. Außerdem um 1900 der Bahnhof Liège-Palais im „gotischen Stil“ von dem Architekten Edmond Jamar neu entworfen sowie der Bahnhof Liège-Guillemins erweitert.
Die Weltausstellung 1905 in Lüttich verzeichnete 7 Millionen Besucher und schloss mit einem Gewinn von 75.117 Belgischen Franken.

## Nachnutzung
Der Gebäudekomplex Palais de Beaux Arts wurde der Stadt überlassen. Heute befindet sich dort das Museum La Boverie.

## Galerie

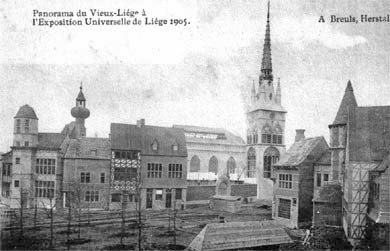
Wiederaufbau der Altstadt von Lüttich zur Weltausstellung 1905
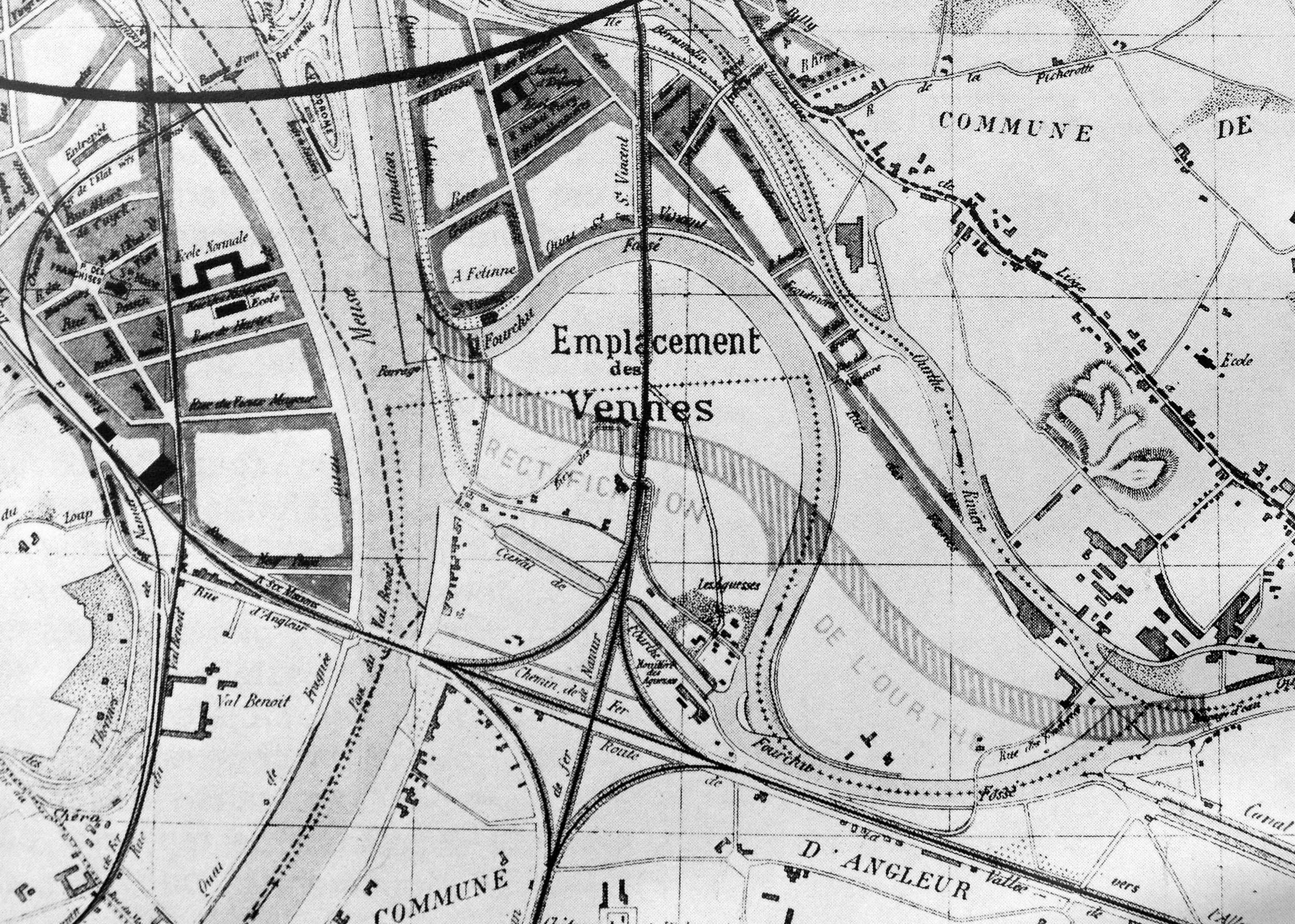
Plan zur Korrektur des Fourchu-Fossé, Arm der Ourthe
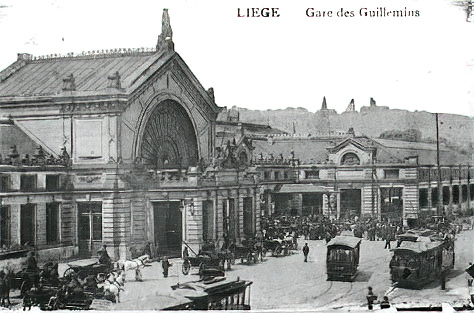
Bahnhof Lüttich nach dem Wiederaufbau für die Weltausstellung 1905
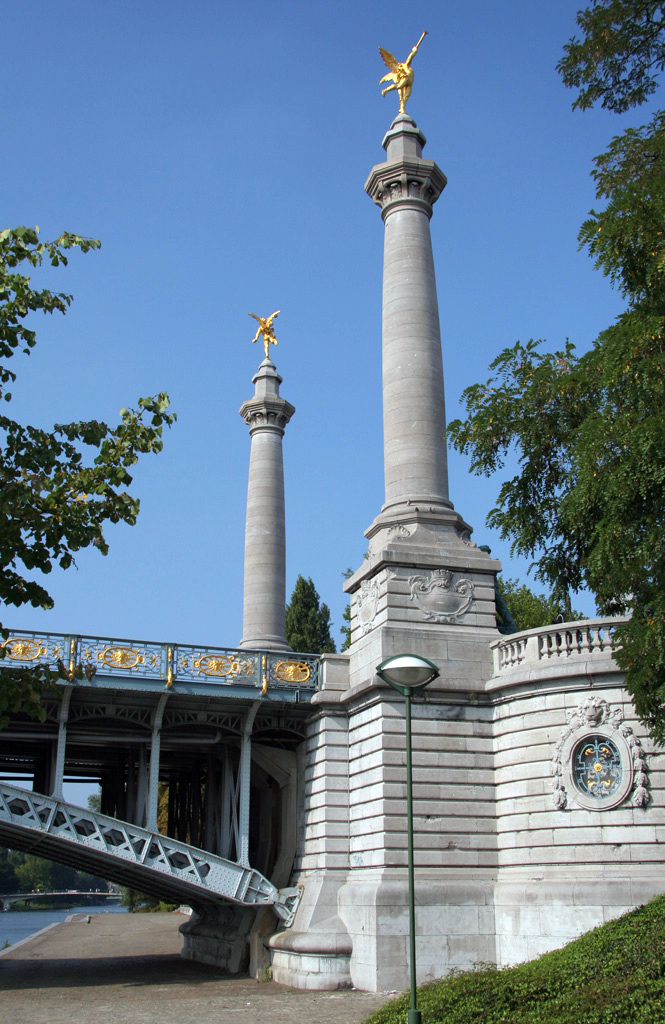
Les renommées du pont de Fragnée
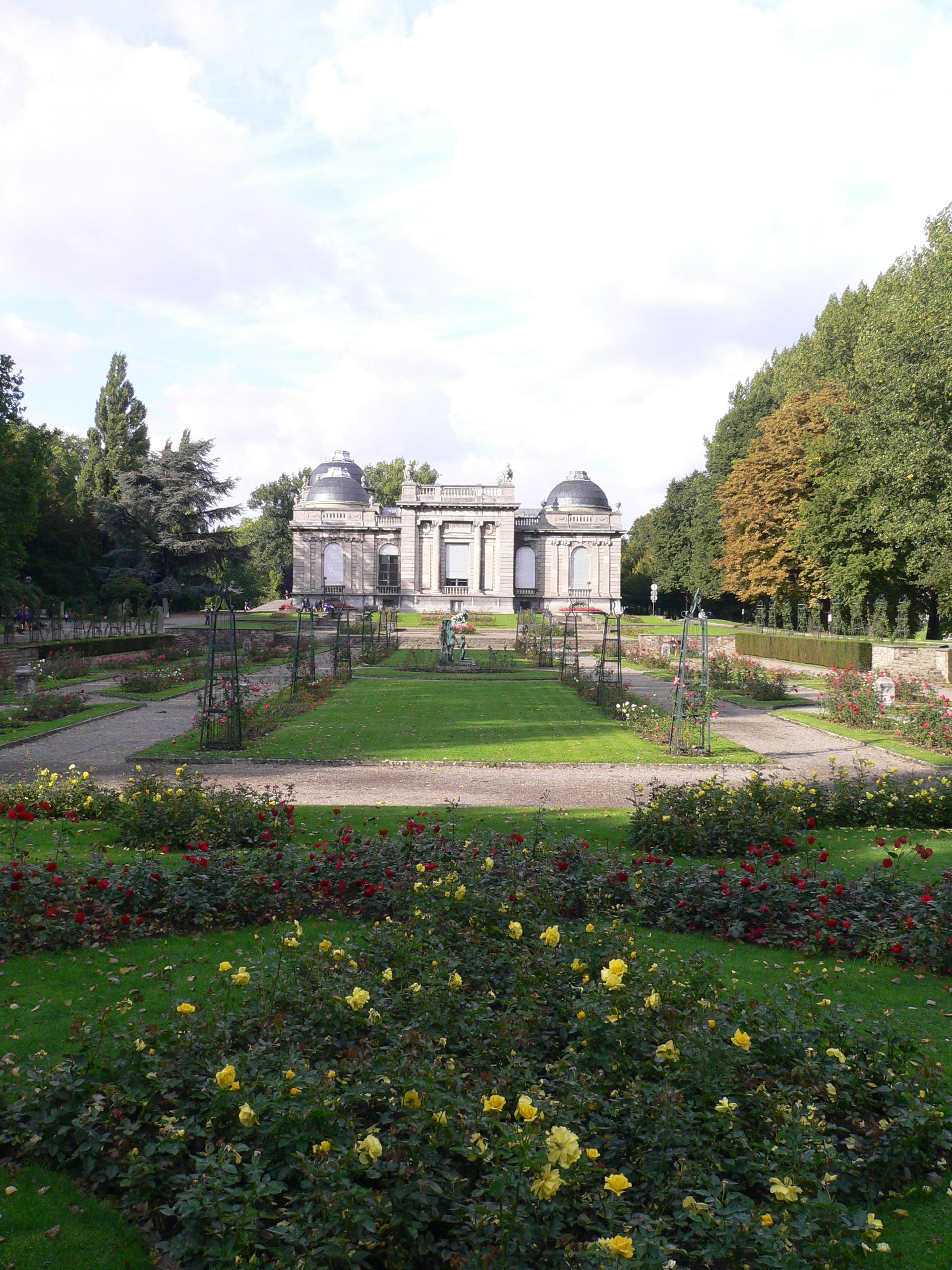
Parc de la Boverie
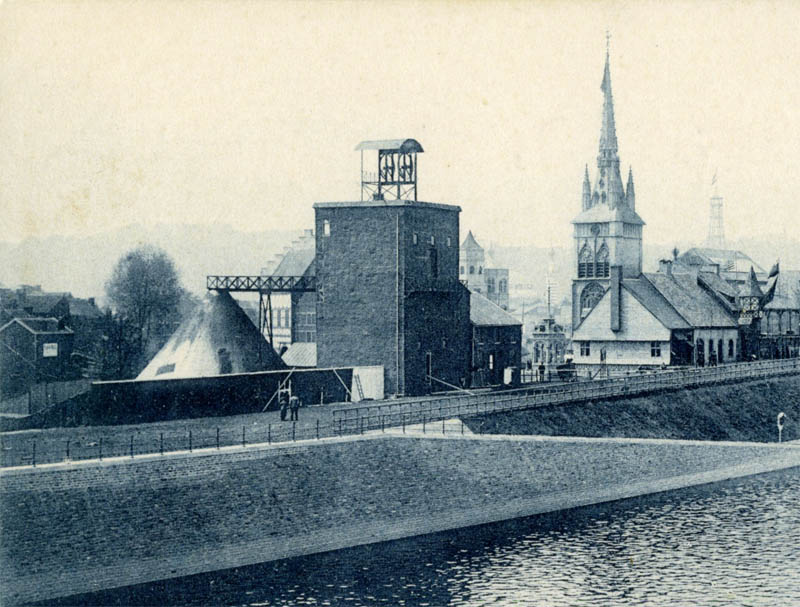
Schaukohlenmine an der Weltausstellung von 1905
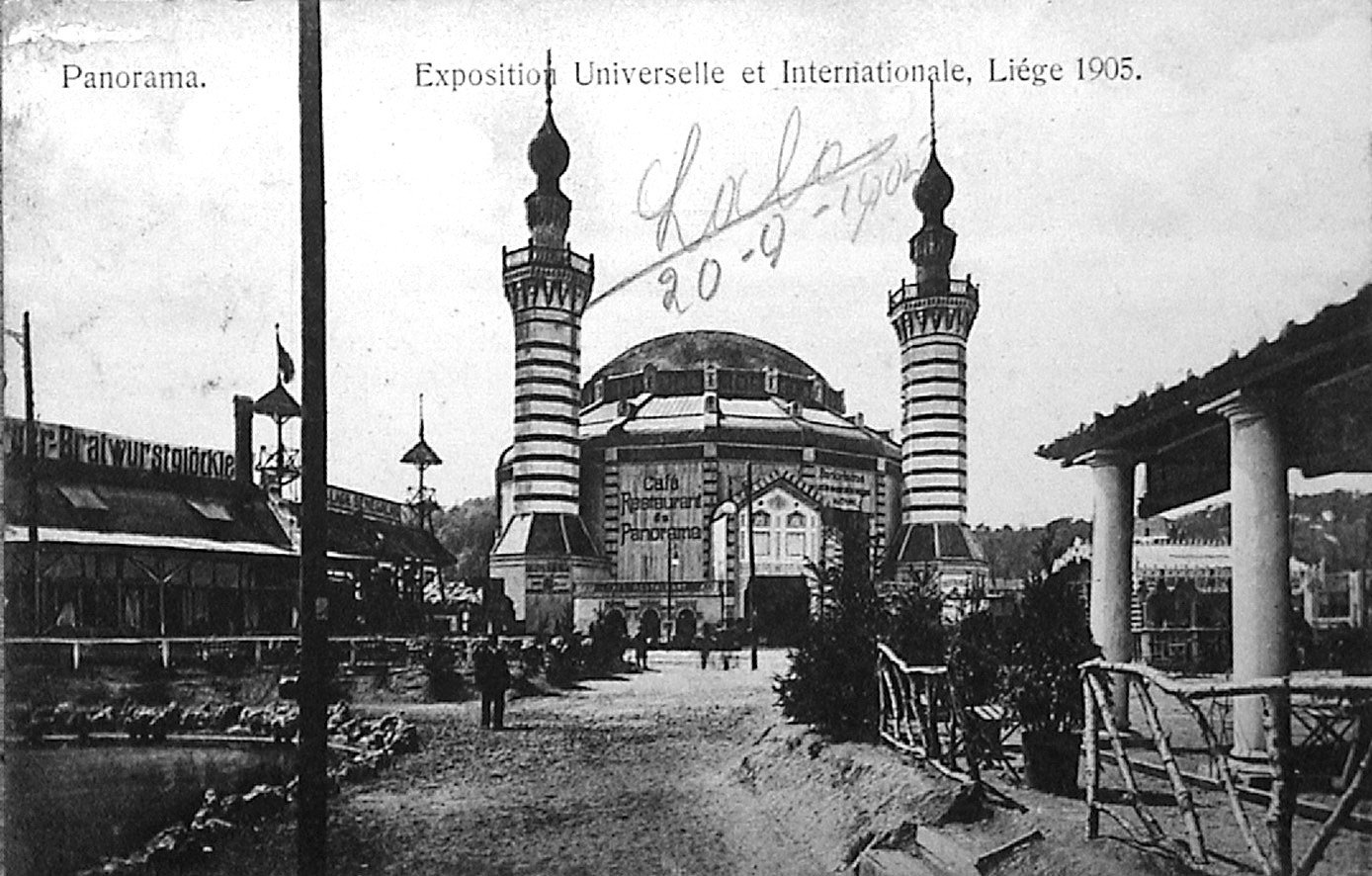
Ausstellungsgebäude

## Auszeichnungen
- Louis Scherf – Bronzemedaille in der Kategorie Malerei /  Plattenporzellanmaler[2]